# Альдоновые кислоты
Альдо́новые кисло́ты — полигидроксикарбоновые кислоты общей формулы HOCH2[CH(OH)]nCOOH, формально являющиеся продуктами окисления альдегидной группы альдоз. Простейшей альдоновой кислотой является глицериновая кислота.

## Номенклатура
В номенклатуре IUPAC названия индивидуальных альдоновых кислот образуются заменой суффикса -оза в названии соответствующей альдозы на суффикс -оновая кислота, например — «глюкоза {\displaystyle \to } глюконовая кислота».
Названия анионов этих кислот образуются заменой суффикса -оза в названии альдозы на суффикс -онат, например — «глюкоза {\displaystyle \to } глюконат», также образуются названия кислотных остатков при именовании сложных эфиров (этилглюконат), названия амидов образуются заменой суффиксов -оза альдозы-предшественника на -онамид (глюконамид), нитрилов — на -ононитрил (глюкононитрил), лактонов — на -онолактон.
Стереоизомерные альдоновые кислоты, происходящих от различных альдоз, но с равным числом атомов в углеродной цепи именуются по числу атомов — альдотрионовые, альдотетроновые, альдопентоновые и т. д. кислоты.

## Синтез и свойства
Наиболее типичным лабораторным методом синтеза альдоновых кислот является окисление легкодоступных альдоз бромом или в водном растворе, при этом для препаративного синтеза в больших масштабах используется электролитический метод Исбелла и Фраша, в которой бром образуется in situ при электролизе раствора бромида кальция, этот метод применим для окисления альдопентоз и альдогексоз. Глицериновую кислоту обычно синтезируют окислением глицерина азотной кислотой.
Другим методом синтеза альдоновых кислот является присоединение цианистого водорода к альдозам с образованием смеси изомерных циангидринов — альдононитрилов и их дальнейшим гидролизом (метод Килиани), R — многоатомный спирт:
{\displaystyle {\ce {RCHO + HCN -> RC(OH)CN}}}
{\displaystyle {\ce {RC(OH)CN + H2O -> RCH(OH)COOH + NH3}}}
{\displaystyle {\ce {R=HOCH2[CH(OH)]_{\mathit {n}}{-}}}}
Поскольку присоединение цианистого водорода к альдегидной группе не является стереоселективным, то в ходе реакции образуется смесь двух эпимерных циангидринов и, соответственно, альдоновых кислот.
Альдононитрилы также могут быть синтезированы действием на альдозы гидроксиламина с последующей обработкой уксусным ангидридом в присутствии основания ацетилируются и дегидратируются до нитрилов ацетилированных альдоновых кислот:
{\displaystyle {\ce {RCHO + HCN -> RCH=NOH}}}
{\displaystyle {\ce {RCH=NOH + Ac2O -> R^1CN}}}
{\displaystyle {\ce {R=HOCH2[CH(OH)]_{\mathit {n}}}}}
{\displaystyle {\ce {R^1 = AcOCH2[CH(OAc)]}}}
Все альдоновые кислоты хорошо растворимы в воде, образуя труднокристаллизующиеся сиропообразные растворы, поэтому их выделяют в виде малорастворимых кальциевых, бариевых или кадмиевых солей.
Альдоновые кислоты, будучи гидроксикислотами, легко претерпевают внутримолекулярную этерификацию, образуя γ- и δ-лактоны, такая циклизация аналогична внутримолекулярной ацетализации гидроксигруппы и карбонильной группы моносахаридов, ведущей к циклизации в фуранозы и пиранозы, зачастую образование альдонолактонов происходит в реакционной смеси при окислении альдоз в альдоновые кислоты:
| Пиранозная форма глюкозы | →                          | →                  | →               |
| Пиранозная форма глюкозы | Ациклическая форма глюкозы | Глюконовая кислота | δ-Глюконолактон |

Лактоны альдоновых кислот восстанавливаются в исходные альдозы действием амальгамы натрия и других восстановителей.
Взаимодействие этих лактонов с аммиаком в этаноле (или других подходящих растворителях) ведет к образованию альдонамидов, которые при взаимодействи с гипохлоритом в условиях реакции Гофмана образуют альдозы (реакция Веермана):
{\displaystyle {\ce {RCH(OH)CONH2 + HOCl -> RCHO + NH3 + CO2 + HCl}}}

## Применение
Альдоновые кислоты и их производные играют важную роль в синтетической химии моносахаридов.
Так, образование альдоновых кислот при гидролизе циангидринов альдоз является промежуточной стадией в реакции Килиани-Фишера — методе удлинения углеродной цепи альдоз на одно гидроксиметиленовое звено:
Ацетилированные альдононитрилы, полученные из альдоз действием гидроксиламина с последующей обработкой уксусным ангидридом, являются ацилциангидринами циангидринами и могут быть гидролизованы с отщеплением синильной кислоты, эта реакция лежит в основе метода укорочения углеродной цепи альдоз на одно звено (реакция Воля):
Из-за многостадийности и, соответственно, трудоемкости препаративного значения этот метод не имеет, однако реакция Воля широко применялась для определения структуры альдоз.
Другим методом укорочения цепи альдоз, имеющим историческое значение, является окисление альдоз до альдоновых кислот с их дальнейшим окислением α-гидроксикарбоксильного фрагмента до альдегидного реактивом Фентона (реакция Руффа-Фентона):